# Dandadan
Dandadan (jap. ダンダダン) – manga autorstwa Yukinobu Tatsu, publikowana w magazynie internetowym „Shōnen Jump+” wydawnictwa Shūeisha od kwietnia 2021. W Polsce prawa do jej dystrybucji nabyło wydawnictwo Studio JG.
Na podstawie mangi studio Science Saru wyprodukowało serial anime, który emitowano od października do grudnia 2024. Premiera drugiego sezonu odbyła się w lipcu 2025.

## Fabuła
Momo Ayase jest licealistką, która wierzy w duchy, ale nie w kosmitów, natomiast jej kolega z klasy, Ken Takakura, uważa odwrotnie. Aby udowodnić, kto ma rację, postanawiają odwiedzić wyznaczone przez siebie wzajemnie miejsca: Ayase udaje się do budynku, w którym widziano obcych, a Takakura do nawiedzonego tunelu. Kiedy docierają do wyznaczonych miejsc, okazuje się, że oboje mieli połowiczną rację – zarówno kosmici, jak i duchy istnieją.

## Bohaterowie
- Momo Ayase (jap. 綾瀬 桃 Ayase Momo)

Seiyū: Shion Wakayama 
Licealistka, która wierzy w duchy i zjawiska nadprzyrodzone. Po porwaniu przez Serpian odkrywa, że posiada moce psychokinetyczne, pozwalające jej widzieć „aury” ludzi i przedmiotów. Wizualizuje swoją moc jako olbrzymie ręce, którymi może „chwytać” i kontrolować te aury. Ma słabość do aktora Kena Takakury, dlatego odmawia nazywania Okaruna jego imieniem, ponieważ zupełnie go nie przypomina. W trakcie historii zaczyna jednak rozwijać do niego silne uczucia.
- Ken Takakura (jap. 高倉 健 Takakura Ken)

Seiyū: Natsuki Hanae 
Nieśmiały licealista bez przyjaciół, który wierzy w istnienie kosmitów. Próbuje nawiązać kontakt z Ayase poprzez ich wspólne zainteresowanie zjawiskami nadprzyrodzonymi. Ayase nazywa go „Okarun” (jap. オカルン) od słowa „okultyzm” (jap. オカルト okaruto), ponieważ nazywa się tak samo jak aktor Ken Takakura, w którym jest zakochana. Po opętaniu przez Turbobabcię, Ken zyskuje zdolność wchodzenia w potężny demoniczny stan, zapewniający mu ogromną prędkość. W trakcie historii również zaczyna rozwijać silne uczucia do Ayase.
- Seiko Ayase (jap. 綾瀬 星子 Ayase Seiko)

Seiyū: Nana Mizuki 
Medium i babcia Momo Ayase, z którą mieszka, mimo że wygląda na osobę w wieku około 20 lat. Pomaga Ayase i Okarunowi uporać się z niebezpiecznymi duchami i yōkai. Chociaż nie posiada wrodzonych mocy, ma rozległą wiedzę na temat istot nadprzyrodzonych i klątw, a także korzysta z różnych magicznych przedmiotów oraz mocy zaczerpniętej od boga zamieszkującego ich miasto, aby pieczętować i egzorcyzmować yōkai. Moc ta jest jednak ograniczona jedynie do granic miasta.
- Aira Shiratori (jap. 白鳥 愛羅 Shiratori Aira)

Seiyū: Ayane Sakura 
Uczennica tej samej szkoły co Ayase i Okarun. Po uświadomieniu sobie istnienia zjawisk nadprzyrodzonych, Shiratori ogłasza się „wybraną”, której misją jest ochrona świata przed złem, i skupia swoją uwagę na Ayase, wierząc, że jest ona demonem, którego trzeba powstrzymać. Podobnie jak Okarun, Shiratori potrafi przemieniać się w demoniczną formę, dziedzicząc moce od yōkai zwanej „Długowłosą Akrobatką” (jap. アクロバティックさらさら Akurobatikku Sarasara), co daje jej ogromną zwinność oraz chwytliwe włosy.
- Jin Enjoji (jap. 円城寺 仁 Enjōji Jin)

Seiyū: Kaito Ishikawa 
Przyjaciel z dzieciństwa Ayase i jej pierwsza miłość. Nosi przezwisko „Jiji” (jap. ジジ). Po tym, jak jego rodzice trafili do szpitala w wyniku nawiedzenia ich domu, Enjoji wprowadza się do domu Ayase i Seiko, a następnie przenosi się do szkoły Ayase. Okarun odczuwa zazdrość z powodu jego relacji z Ayase, jednak Jiji stara się zostać jego przyjacielem. Zostaje opętany przez Złe Oko, które wpada w ślepą furię, kiedy przejmuje kontrolę nad jego ciałem.
- Turbobabcia (jap. ターボババア Tābo Babā)

Seiyū: Mayumi Tanaka 
Yōkai, która przybiera postać okrutnej, wulgarnej starszej kobiety. Turbobabcia dawniej pocieszała duchy dziewcząt, które zmarły straszliwą śmiercią, ale zaczęła przeklinać i kraść genitalia każdemu, kto wkroczy na jej terytorium. Po tym, jak Ayase i Okarun pokonują ją, Seiko pieczętuje jej ducha w lalce maneki-neko, a Turbobabcia zgadza się pomagać im do czasu, aż w pełni nie odzyska swoich mocy.
- Serpianie (jap. セルポ星人 Serupo Seijin)

Seiyū: Kazuya Nakai 
Serpianie to całkowicie męska rasa kosmitów pochodząca z planety Serpo. Ponieważ ich rasa składa się wyłącznie z mężczyzn, Serpianie nie są w stanie rozmnażać się w sposób naturalny i muszą korzystać z technologii klonowania. Jednak ponieważ ewolucja biologiczna nie może zachodzić wśród identycznych istot, Serpianie dążą do zdobycia organów rozrodczych, porywając ludzi z Ziemi i kradnąc ich genitalia.

## Manga
Pierwszy rozdział mangi został opublikowany 6 kwietnia 2021 w magazynie „Shōnen Jump+”. Następnie wydawnictwo Shūeisha rozpoczęło zbieranie rozdziałów do wydań w formacie tankōbon, których pierwszy tom ukazał się 4 sierpnia tego samego roku. Według stanu na 4 lipca 2025, do tej pory wydano 20 tomów.
W Polsce prawa do dystrybucji mangi nabyło wydawnictwo Studio JG, o czym poinformowano 27 stycznia 2023, premiera zaś odbyła się 12 maja tego samego roku.

## Anime
27 listopada 2023 zapowiedziano powstanie adaptacji w formie telewizyjnego serialu anime. Seria została wyprodukowana przez studio Science Saru i wyreżyserowana przez Fūgę Yamashiro. Scenariusz napisał Hiroshi Seko, postacie zaprojektował Naoyuki Onda, projekty kosmitów i istot nadprzyrodzonych przygotował Yoshimichi Kameda, a muzykę skomponował Kensuke Ushio Premiera odbyła się 4 października 2024 na antenach MBS i TBS w bloku Super Animeism Turbo. Motywem otwierającym jest „Otonoke” w wykonaniu Creepy Nuts, natomiast końcowym „Taidada” autorstwa Zutomayo. Prawa do dystrybucji serii na całym świecie nabył Netflix. Pierwsze trzy odcinki zostały również wyświetlone w kinach pod tytułem Dan Da Dan: First Encounter, a ich pokazy rozpoczęły się w Azji 31 sierpnia. Premiera w polskich kinach odbyła się 7 września.
Po wyemitowaniu ostatniego odcinka zapowiedziano powstanie drugiego sezonu, którego premiera odbyła się 4 lipca 2025. Za reżyserię odpowiadał Abel Góngora wraz z Fūgą Yamashiro. Trzy pierwsze odcinki sezonu zostały wydane w kinach poza Japonią pod tytułem Dan Da Dan: Evil Eye – 30 maja w Azji, 6 czerwca w Ameryce Północnej i 7 czerwca w Europie. Motywem otwierającym sezon jest „Kakumei dōchū” (jap. 革命道中) w wykonaniu Aina the End, natomiast końcowym „Doukashiteru” (jap. どうかしてる) autorstwa WurtS.

### Lista odcinków

#### Sezon 1 (2024)
| №  | #  | Tytuł | Premiera             |
| -- | -- | --- | -------------------- |
| 1  | 1  | Czyżby początek pięknej miłości? Sorette koi no hajimari jan yo (それって恋のはじまりじゃんよ)             | 4 października 2024  |
| 2  | 2  | Przecież to kosmita Sorette uchūbito ja ne (それって宇宙人じゃね)                                          | 11 października 2024 |
| 3  | 3  | Starcie dwóch babć Babā to babā ga gekitotsu jan ka (ババアとババアが激突じゃんか)                         | 18 października 2024 |
| 4  | 4  | Nakopmy Turbobabci! Tābo babā o buttobasō (ターボババアをぶっ飛ばそう)                                     | 25 października 2024 |
| 5  | 5  | Gdzie moje klejnoty? Tama wa doko jan yo (タマはどこじゃんよ)                                              | 1 listopada 2024     |
| 6  | 6  | Przybycie strasznej damy Yabē onna ga kita (ヤベー女がきた)                                                | 8 listopada 2024     |
| 7  | 7  | Lepszy świat Yasashī sekai e (優しい世界へ)                                                                | 15 listopada 2024    |
| 8  | 8  | Nieznośny ciężar na sercu Nanka moyamoya suru jan yo (なんかモヤモヤするじゃんよ)                          | 22 listopada 2024    |
| 9  | 9  | Fuzja! Serpo-Dover-Nessie! Gattai! Serupo dōbā dēmon nesshī! (合体！セルポドーバーデーモンネッシー！)      | 29 listopada 2024    |
| 10 | 10 | Tajemnicze porwania bydła Kyatoru myūtirēshon o kimi wa mita ka (キャトルミューティレーションを君は見たか) | 6 grudnia 2024       |
| 11 | 11 | Pierwsza miłość Hatsukoi no hito (初恋の人)                                                                | 13 grudnia 2024      |
| 12 | 12 | W drogę! Do nawiedzonego domu! Noroinoie herettsugō (呪いの家ヘレッツゴー)                                 | 20 grudnia 2024      |

#### Sezon 2 (2025)
| №  | # | Tytuł                                                                                            | Premiera         |
| -- | - | ------------------------------------------------------------------------------------------------ | ---------------- |
| 13 | 1 | Więc to jest ten legendarny wielki wąż Orochi densetsu tte korejan yo (大蛇伝説ってこれじゃんよ) | 4 lipca 2025     |
| 14 | 2 | Złe oko Jashi (邪視)                                                                             | 11 lipca 2025    |
| 15 | 3 | Nie wybaczę ci Yurusa nē ze (ゆるさねえぜ)                                                       | 18 lipca 2025    |
| 16 | 4 | To już przesada Yabasugi jan yo (やば過ぎじゃんよ)                                               | 25 lipca 2025    |
| 17 | 5 | Przenocujcie u mnie Minna de otomari jan yo (みんなでお泊まりじゃんよ)                           | 1 sierpnia 2025  |
| 18 | 6 | Zostaliśmy rodziną Kazoku ni narimashita (家族になりました)                                      | 8 sierpnia 2025  |
| 19 | 7 | Jakoś mi smutno Nanka moyamoya suru jan yo (なんかモヤモヤするじゃんよ)                          | 15 sierpnia 2025 |
| 20 | 8 | Ganbare Okarun (がんばれオカルン)                                                                | 22 sierpnia 2025 |

## Odbiór
W czerwcu 2021 Dandadan zostało nominowane do 7. nagrody Next Manga Award w kategorii najlepsza manga internetowa, zajmując 2. miejsce spośród 50 nominowanych. Seria zajęła 4. miejsce w rankingu Kono manga ga sugoi! 2022 w kategorii najlepsza manga dla męskich czytelników. W 2022 roku została nominowana do 15. nagrody Manga Taishō, plasując się na 7. miejscu z 53 punktami. W tym samym roku zajęła również 1. miejsce na liście rekomendowanych komiksów przez ogólnonarodowych pracowników księgarń. W 2022 roku manga zdobyła 4. miejsce w konkursie Tsutaya Comic Award.